# Friedrich Leopold zu Stolberg-Stolberg
Graaf Friedrich Leopold zu Stolberg-Stolberg (Bramstedt, in het in die tijd Deense Holstein, 7 november 1750 - landgoed Sondermühlen, Osnabrück, 5 december 1819) was een Duits dichter, vertaler en jurist. Hij is vooral bekend gebleven als dichter.

## Biografie
De aristocraat was zoon van Graaf Christian Günther zu Stolberg-Stolberg en Gravin zu Castell-Remlingen. Hij was de jongere broer van de eveneens dichtende Christian Graf Stolberg-Stolberg (1748 - 1821).

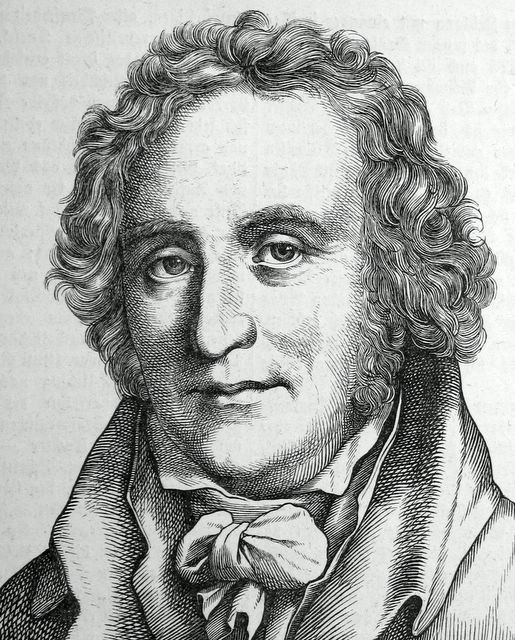
Friedrich Leopold zu Stolberg-Stolberg

Friedrich Leopold zu Stolberg-Stolberg schreef revolutionair-pathetische gedichten die men in de literatuurgeschiedenis tot de periode en stijl der Sturm und Drang rekent.
Zijn werk, waaronder het bekende gedicht "Auf dem Wasser zu Singen" werd in 1783 door Heinrich Christian Boie gepubliceerd in zijn Gedichte der Brüder Christian und Friedrich Leopold Grafen zu Stolberg, herausgegeben von Heinrich Christian Boie, Carlsruhe bey Christian Gottlieb Schmieder 1783.
Een aantal gedichten waaronder ook "Auf dem Wasser zu Singen" werd door Franz Schubert voor piano en zangstem (sopraan) bewerkt. Franz Liszt heeft op zijn beurt de muziek van Schubert bewerkt tot een etude voor piano zonder begeleidende stem.
Friedrich Leopold zu Stolberg-Stolberg studeerde rechten aan de universiteiten van Halle en Göttingen waar beide broers in 1772 in de “Göttinger Hainbund”, een groep of genootschap van dichters, werden opgenomen. Tot deze kring behoorden ook Heinrich Christian Boie en Johann Heinrich Voß. Na uitgebreide reizen in Zwitserland vestigde Friedrich Leopold zu Stolberg-Stolberg waar hij tot de Loge der vrijmetselaars “Zu den drei Rosen” toetrad. Hij bleef niet lang vrijmetselaar. Tussen 1777 en 1780 was Friedrich Leopold zu Stolberg-Stolberg diplomaat en gezant van de vorst-bisschop van Lübeck in Kopenhagen. In 1789 werd hij Deens gezant in Berlijn en van 1791 tot 1800 president van de Vorstbisschoppelijke regeringscolleges in Eutin. In Münster sloot Friedrich Leopold zu Stolberg-Stolberg zich aan bij de Münstersche Kreis rond Amalie von Gallitzin. Stolberg correspondeerde met Johann Wolfgang von Goethe, Johann Kaspar Lavater, Johann Georg Hamann, Friedrich Heinrich Jacobi en Johann Gottfried Herder. Onder invloed van de Franse Revolutie verliet Stolberg zijn vrijheidslievende en democratische idealen en werd hij politiek en religieus reactionair. Zijn overgang van het protestantse naar het katholieke geloof zorgde in 1800 in Duitsland voor grote opschudding en Friedrich Leopold zu Stolberg-Stolberg heeft zich tot op zijn sterfbed moeten verweren tegen polemieken waarin hem werd verweten dat hij zich had laten onderwerpen of knechten. Stolberg schreef pathetisch-patriottische lyriek, reisbrieven, vertalingen van Ossian en Homerus en werken over de geschiedenis van de kerk.
In het Noord-Duitse Eutin is er een permanente expositie aan Zu Stolberg-Stolberg gewijd in het Ostholstein-Museum.